# 唄入り観音経
唄入り観音経（うたいりかんのんきょう）は、浪曲の演目。
三門博の代名詞的作品で「遠くちらちら灯りがゆれる あれは言問こちらをみれば」の歌い出し（外題付け）で知られる。レコードは昭和16年（1941年）にキングレコードから発売されたが、涙と笑いを巧みにとりまぜ、中京節に新内を取り入れた節調は、全国で200万枚を超える空前のヒットとなる。相三味線は鈴木りゅう。のちに戦後の昭和37年に浪曲で初の芸術祭奨励賞を受ける。

## 内容
奥州（東北地方）の白石近在の老百姓甚兵衛が江戸に出るが、領主に納めるべき村の年貢金50両をすり盗られ、悩んだ末に大川（隅田川）で身投げを図るが、そこに現れた凶状持ちのヤクザ木鼠吉五郎によって一命を救われる。その恩義に報いるため、甚兵衛は読み覚えた観音経の一節を唱え続け、木鼠が捕らわれないことを祈る。それが村中からついには奥州中で流行り唄になる、というあらすじである。寿々木米若の「佐渡情話」と双璧をなす人情浪曲の傑作であるが、「佐渡情話」と同様に、特定のタネ本も台本作者もなく、三門自身がほぼ独自に創り上げた物語だった。軍国主義に同調して堅苦しい浪花節が多かった当時の時局からすれば、型破りともいうべき＜三門節＞は、娯楽に餓えていた国民に爆発的に受け入れられた。